# Brandos Costumes
Pour plus de détails, voir Fiche technique et Distribution.
Brandos Costumes (« Douces coutumes ») est un drame portugais réalisé par Alberto Seixas Santos et sorti en 1975. Son titre est une référence ironique à l'expression « Portugal, pays de douces coutumes ». Le film s'inscrit dans le Novo Cinema.

## Synopsis
Montage parallèle entre des scènes de la vie domestique d’une famille de la petite bourgeoisie lisboète et les actualités cinématographiques sous l'Estado Novo. Le père autoritaire et ses filles rebelles deviennent ainsi des métaphores de Salazar et de l'imminente Révolution des Œillets.

## Fiche technique
- Réalisation : Alberto Seixas Santos
- Scénario : Alberto Seixas Santos, Nuno Júdice, Luiza Neto Jorge
- Directeur de la photographie : Acácio de Almeida
- Cadreur : Francisco Silva
- Assistants opérateurs : Pedro Efe, Octavio Espirito Santo
- Electriciens : João de Almeida, Manuel Carlos, Joaquim Alves
- Musique : Jorge Peixinho
- Montage : Solveig Nordlund
- Son : João Diogo
- Directeurs de production : Jorge Silva Melo, Henrique Espirito Santo
- Sociétés de production : Centro Português de Cinema, Tobis Portuguesa SARL.
- Financement : Fundação Calouste Gulbekian
- Sociétés de distribution : Filmes Castelo Lopes, puis : Marfilmes
- Pays d'origine :  Portugal
- Durée : 75 minutes
- Tournage : mars 1972, octobre 1973, 1974.
- Date de sortie : 18 septembre 1975

## Distribution
- Luís Santos : le père
- Dalila Rocha : la mère
- Isabel de Castro : l'aînée
- Sofia de Carvalho : la cadette
- Cremilda Gil : la bonne
- Constança Navarro : la grand-mère